# Eumesosoma arnetti
Eumesosoma arnetti is een hooiwagen uit de familie Sclerosomatidae.